# Tanaecia sakii
Tanaecia sakii är en fjärilsart som beskrevs av De Nicéville 1895. Tanaecia sakii ingår i släktet Tanaecia och familjen praktfjärilar. Inga underarter finns listade i Catalogue of Life.